# Akimbo (album)
Ne doit pas être confondu avec Akimbo.
Albums de Ziak
Chrome
(2023)
Singles
1. Fixette
Sortie : 23 octobre 2020
2. Galerie
Sortie : 19 mai 2021
3. S.P.S
Sortie : 15 juillet 2021
4. Akimbo
Sortie : 28 octobre 2021
5. Rhum & Machette
Sortie : 9 novembre 2021
6. Vrai / Faux
Sortie : 7 décembre 2021
7. Dans les règles
Sortie : 28 mars 2022
8. You Know
Sortie : 12 mai 2022

FiAkimbo est le premier album studio du rappeur français Ziak, sorti le 12 novembre 2021.

## Contexte et promotion
L'album est teasé avec la sortie du morceau hors projet Ça suffit, le 21 octobre 2021, qui est accompagné d'un visuel animé très minimaliste dans laquelle le spectateur est immiscé dans une usine où sont gravés les CDs du projet.

## Liste des pistes
| Édition standard | Édition standard             | Édition standard | Édition standard     | Édition standard | Édition standard | Édition standard | Édition standard | Édition standard | Édition standard |
| No               | Titre                        | Auteur           | Compositeur(s)       | Durée            |                  |                  |                  |                  |                  |
| ---------------- | ---------------------------- | ---------------- | -------------------- | ---------------- | ---------------- | ---------------- | ---------------- | ---------------- | ---------------- |
| 1.               | Parasite                     | Ziak             | Focus Beatz, Hellboy | 2:44             |                  |                  |                  |                  |                  |
| 2.               | La zalousie (Interlude)      | Ziak             | Joel Lamonge         | 0:47             |                  |                  |                  |                  |                  |
| 3.               | Akimbo                       | Ziak             | Focus Beatz, Hellboy | 2:30             |                  |                  |                  |                  |                  |
| 4.               | Galerie                      | Ziak             | Dr Devil             | 2:45             |                  |                  |                  |                  |                  |
| 5.               | Espace                       | Ziak             | Sam Tiba             | 3:12             |                  |                  |                  |                  |                  |
| 6.               | Vrai / Faux                  | Ziak             | Focus Beatz          | 2:55             |                  |                  |                  |                  |                  |
| 7.               | Gros lot                     | Ziak             | Focus Beatz          | 2:45             |                  |                  |                  |                  |                  |
| 8.               | Rhum & Machette (feat. Maes) | Ziak, Maes       | Focus Beatz          | 2:47             |                  |                  |                  |                  |                  |
| 9.               | Shonen                       | Ziak             | Focus Beatz          | 2:43             |                  |                  |                  |                  |                  |
| 10.              | S.P.S                        | Ziak             | Hellboy, Ohkin       | 2:33             |                  |                  |                  |                  |                  |
| 11.              | Badman Trip                  | Ziak             | Sam Tiba             | 2:11             |                  |                  |                  |                  |                  |
| 12.              | Coffre                       | Ziak             | Focus Beatz, Hellboy | 2:32             |                  |                  |                  |                  |                  |
| 13.              | Lloret de Mar                | Ziak             | Hellboy              | 3:00             |                  |                  |                  |                  |                  |
| 14.              | Lauiss                       | Ziak             | Hellboy              | 3:02             |                  |                  |                  |                  |                  |
| 15.              | Le pacte                     | Ziak             | Hellboy              | 2:47             |                  |                  |                  |                  |                  |
| 16.              | Prière                       | Ziak             | Trizy, Dr Devil      | 3:31             |                  |                  |                  |                  |                  |
| 42:45            |                              |                  |                      |                  |                  |                  |                  |                  |                  |

| Bonus Track | Bonus Track     | Bonus Track | Bonus Track    | Bonus Track | Bonus Track | Bonus Track | Bonus Track | Bonus Track | Bonus Track |
| No          | Titre           | Auteur      | Compositeur(s) | Durée       |             |             |             |             |             |
| ----------- | --------------- | ----------- | -------------- | ----------- | ----------- | ----------- | ----------- | ----------- | ----------- |
| 17.         | Fixette         | Ziak        | Focus Beatz    | 3:33        |             |             |             |             |             |
| 18.         | Dans les règles | Ziak        | Hellboy        | 3:12        |             |             |             |             |             |
| 19.         | You Know        | Ziak        | Focus Beatz    | 2:15        |             |             |             |             |             |
| 51:53       |                 |             |                |             |             |             |             |             |             |

## Titres certifiés en France
- Galerie  Platine[3] (18 mai 2023)
- Akimbo  Platine[4] (18 avril 2024)
- Fixette  Diamant[5] (29 septembre 2022)
- Shonen  Or[6] (1er juin 2023)
- Rhum & Machette (feat. Maes) Or[7] (7 septembre 2023)
- S.P.S  Or

## Clips vidéo
- Fixette : 19 octobre 2020
- Galerie : 19 mai 2021
- S.P.S : 15 juillet 2021
- Akimbo : 28 octobre 2021
- Vrai / Faux : 7 décembre 2021
- Dans les règles : 28 mars 2022
- You know : 12 mai 2022

## Classements
| Classements (2021-2022)      | Meilleure position |
| ---------------------------- | ------------------ |
| Belgique (Flandre Ultratop)  | 73                 |
| Belgique (Wallonie Ultratop) | 2                  |
| France (SNEP)                | 1                  |
| Suisse (Schweizer Hitparade) | 14                 |

| Classements (2021)           | Position |
| ---------------------------- | -------- |
| France (SNEP)                | 75       |
| Belgique (Wallonie Ultratop) | 113      |

## Ventes et certifications
| Région                                                                                                 | Certification | Ventes/Streams |
| --- | ------------- | -------------- |
| France (SNEP)                                                                                          | Platine       | 100 000*       |
| *Ventes selon la certification ^Mise en rayon selon la certification xNon précisé par la certification |               |                |

## Historique de sortie
| Région / Pays | Date             | Version | Format                            | Label                  | Ref    |
| ------------- | ---------------- | ------- | --------------------------------- | ---------------------- | ------ |
| Divers        | 12 novembre 2021 | Akimbo  | - CD - téléchargement - streaming | - Erro - Chrome Castle | [ 15 ] |
| France        | 4 février 2022   | Akimbo  | Vinyle                            | - Erro - Chrome Castle | [ 16 ] |